# Scorzonera songarica
Scorzonera songarica là một loài thực vật có hoa trong họ Cúc. Loài này được Lipsch. & Vass. miêu tả khoa học đầu tiên năm 1955.